# Uruguay ai Giochi della XXIX Olimpiade
L'Uruguay ha partecipato ai Giochi della XXIX Olimpiade di Pechino, svoltisi dall'8 al 24 agosto 2008, con una delegazione di 12 atleti.

## Atletica leggera
| Gara            | Atleta         | Batterie | Batterie | Quarti  | Quarti | Semifinali | Semifinali | Finale | Finale |
| Gara            | Atleta         | Tempo    | Pos.     | Tempo   | Pos.   | Tempo      | Pos.       | Tempo  | Pos.   |
| --------------- | -------------- | -------- | -------- | ------- | ------ | ---------- | ---------- | ------ | ------ |
| 200 m maschili  | Heber Viera    | 20"93    | 6        |         |        |            |            |        |        |
| 400 m maschili  | Andrés Silva   |          |          | 46"34   | 5      |            |            |        |        |
| 800 m femminili | Marcela Britos |          |          | 2'08"98 | 8      |            |            |        |        |

## Canottaggio
| Gara                     | Atleta                                    | Batterie | Batterie | Quarti/ Ripescaggi | Quarti/ Ripescaggi | Semifinali | Semifinali         | Finale  | Finale       |
| Gara                     | Atleta                                    | Tempo    | Pos.     | Tempo              | Pos.               | Tempo      | Pos.               | Tempo   | Pos.         |
| ------------------------ | ----------------------------------------- | -------- | -------- | ------------------ | ------------------ | ---------- | ------------------ | ------- | ------------ |
| Singolo                  | Leandro Salvagno Rattaro                  | 7'52"53  | 4        | 7'26"85            | 6                  | 7'32"83    | 4 (semifinale C/D) | 7'04"13 | 1 (finale D) |
| 2 di coppia pesi leggeri | Rodolfo Collazo Tourn Ángel Javier García | 6'25"86  | 4        | 6'46"98            | 3                  | 6'33"49    | 2 (semifinale C/D) | 6'30"61 | 3 (finale C) |

## Ciclismo

### Su pista
| Gara                   | Atleta         | Punti | Pos. |
| ---------------------- | -------------- | ----- | ---- |
| Corsa a punti maschile | Milton Wynants | 5     | 16   |

## Nuoto
| Gara                        | Atleta              | Batterie | Batterie | Semifinali | Semifinali | Finale | Finale |
| Gara                        | Atleta              | Tempo    | Pos.     | Tempo      | Pos.       | Tempo  | Pos.   |
| --------------------------- | ------------------- | -------- | -------- | ---------- | ---------- | ------ | ------ |
| 50 m stile libero maschili  | Francisco Picasso   | 23"01    | 51       |            |            |        |        |
| 100 m stile libero maschili | Martín Kutscher     | 50"08    | 42       |            |            |        |        |
| 200 m stile libero maschili | Martín Kutscher     | 1'49"61  | 36       |            |            |        |        |
| 100 m farfalla femminili    | Antonella Scanavino | 1'04"28  | 48       |            |            |        |        |

## Tiro
| Gara                            | Atleta          | Qualificazioni | Qualificazioni | Finale    | Finale       | Finale |
| Gara                            | Atleta          | Punteggio      | Pos.           | Punteggio | Punt. totale | Pos.   |
| ------------------------------- | --------------- | -------------- | -------------- | --------- | ------------ | ------ |
| Pistola 10 metri aria compressa | Carolina Lozado | 367            | 43             |           |              |        |

## Vela
| Gara           | Atleta           | Regata | Regata | Regata | Regata | Regata | Regata | Regata | Regata | Regata | Regata     | Regata | Punteggio | Pos. |
| Gara           | Atleta           | 1      | 2      | 3      | 4      | 5      | 6      | 7      | 8      | 9      | 10         | M      | Punteggio | Pos. |
| -------------- | ---------------- | ------ | ------ | ------ | ------ | ------ | ------ | ------ | ------ | ------ | ---------- | ------ | --------- | ---- |
| Laser maschile | Alejandro Foglia | 12     | 27     | 33     | 7      | 36     | 4      | 6      | 26     | 18     | cancellata |        | 133       | 17   |